# Granarolo (Genova)
Granarolo (Granaieu in genovese) è un quartiere del comune di Genova, compreso nella ex circoscrizione di San Teodoro, nel Municipio II - Centro Ovest.

## Descrizione del quartiere
Granarolo è situato in collina, sopra il quartiere del Lagaccio e di fianco al parco del Peralto. È collegato con la zona a valle del quartiere di San Teodoro e con la stazione ferroviaria di Genova-Principe da diverse strade urbane, aperte nel dopoguerra (in precedenza esisteva solo la ripida mattonata di Salita Granarolo). È raggiungibile anche con la storica ferrovia a cremagliera Principe-Granarolo.
Dal borgo antico si gode di un'ampia vista su Genova, sul quartiere di Oregina e sul sottostante quartiere del Lagaccio.

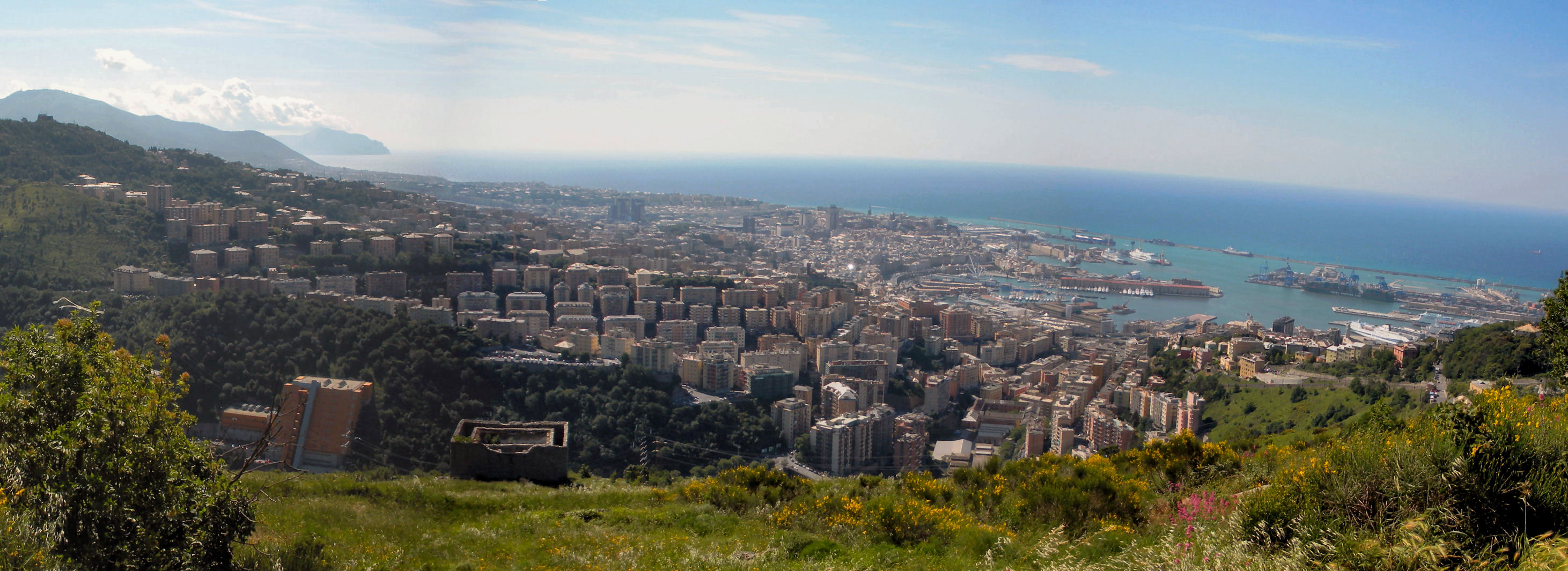
Panorama di Genova da Granarolo

## Storia

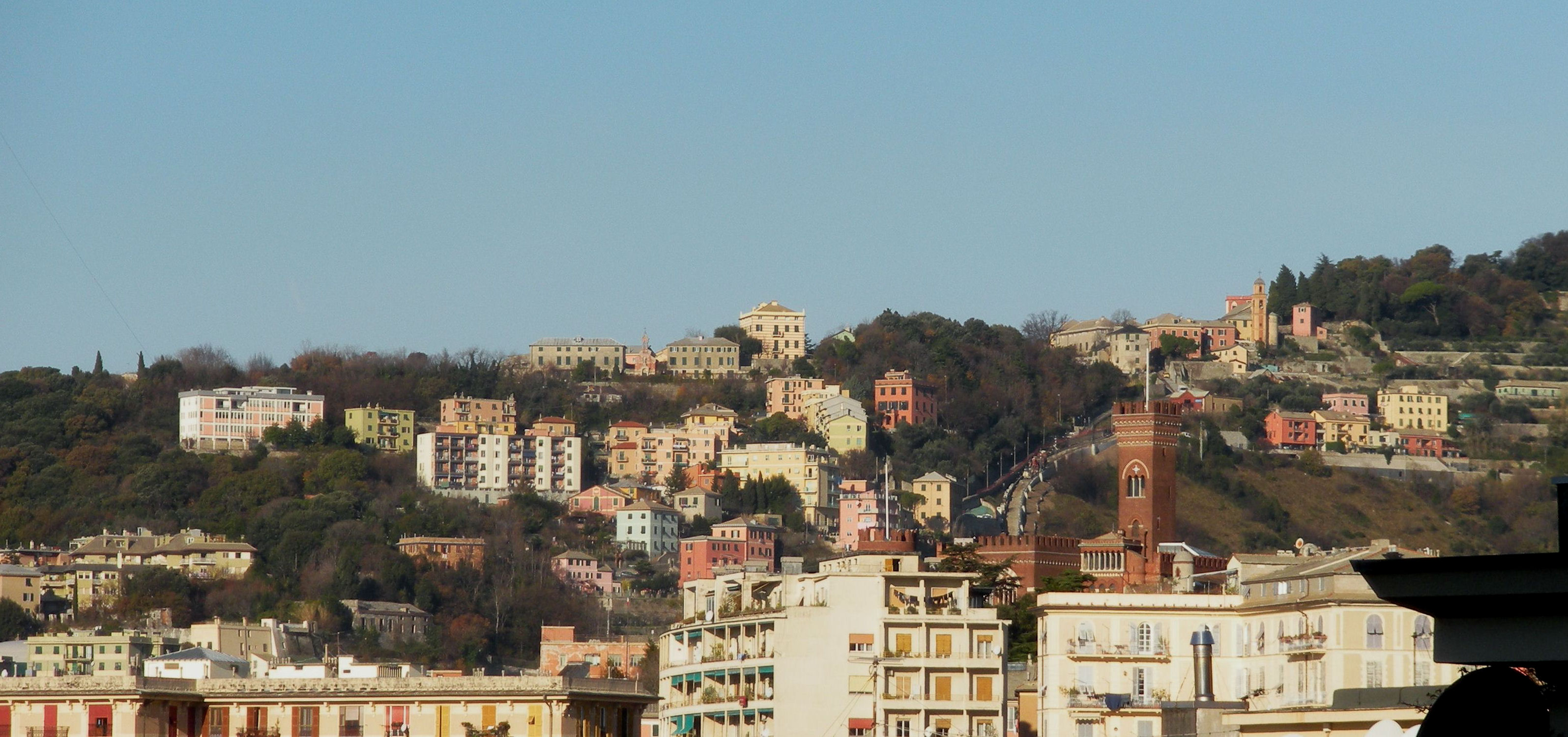
Veduta di Granarolo dalla spianata di Castelletto

Secondo la tradizione il toponimo “Granarolo” deriverebbe dal nome della famiglia Airolo, che aveva dei possedimenti nella zona, con l'aggiunta di un prefisso “Gran” per il quale esistono varie ipotesi, nessuna delle quali tuttavia adeguatamente documentata.
Antico borgo contadino e luogo di villeggiatura di genovesi benestanti, era situato lungo la via medioevale che dall'antica porta di San Tomaso portava verso la Val Polcevera; come tutta l'area di San Teodoro, pur essendo da sempre parte integrante del comune di Genova, fino al XVII secolo si trovava fuori dalle mura cittadine.
Tra il 1626 e il 1632, lungo il crinale che divide l'area di Genova dalla Val Polcevera, poco a monte del nucleo antico di Granarolo, il governo della repubblica fece costruire le Mura Nuove a difesa della città, nelle quali fu aperta una porta (Porta di Granarolo) sulla strada per la Val Polcevera.
Altre strutture militari furono costruite nei secoli successivi (l'ultima, nel 1889, fu una batteria a difesa del porto).
Durante il periodo fascista vi fu installata una stazione radio, dalla quale la mattina del 26 aprile 1945 il comandante partigiano “Pittaluga” (nome di battaglia di Paolo Emilio Taviani, che nel dopoguerra sarebbe diventato un importante uomo politico, più volte ministro) annunciò alla popolazione la resa della guarnigione tedesca che occupava Genova.
Il 19 settembre 2021 è stata posta una lapide sulla casa natale di Aldo Gastaldi in Salita Granarolo 110, nel centenario della nascita del Primo partigiano d'Italia e benedicente Mons. Marco Tasca, vescovo di Genova.
Fino alla metà del Novecento dove ora sorge il quartiere moderno c'erano solo orti e vigneti, i cui prodotti erano venduti dai contadini locali nel mercato di piazza Di Negro. Nel secondo dopoguerra il quartiere ha visto un'impetuosa espansione edilizia, con una forte crescita della popolazione.

## Monumenti e luoghi d'interesse

### Architetture religiose

#### Chiesa di Santa Maria di Granarolo

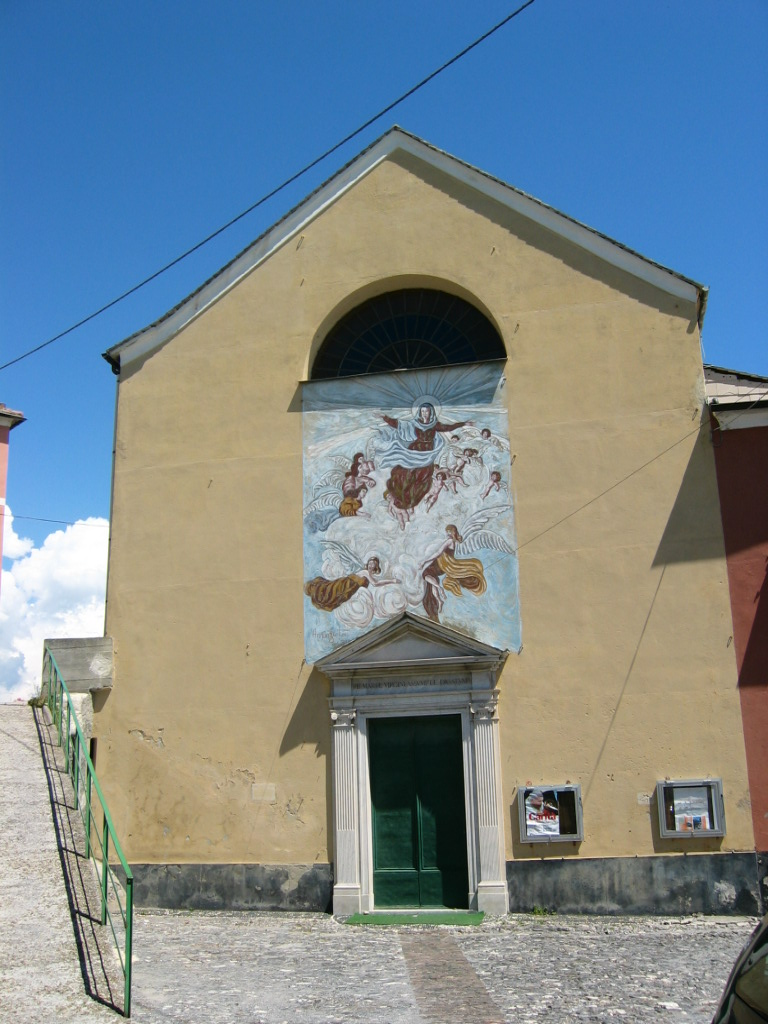
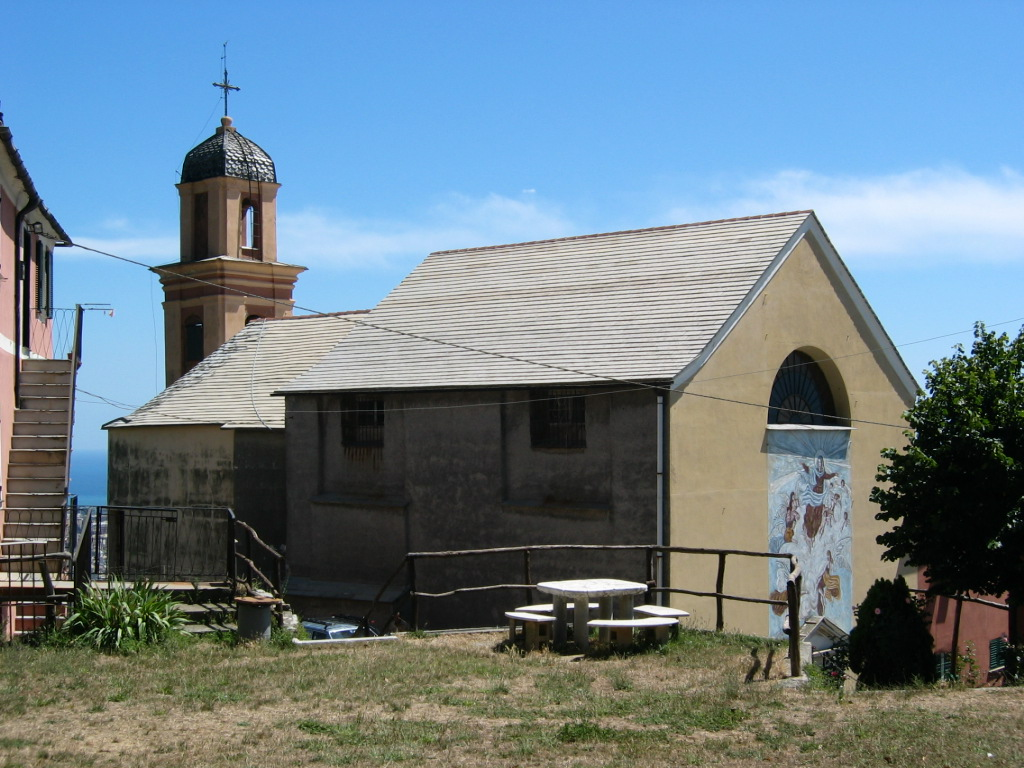

La chiesa di Santa Maria fu costruita intorno al 1190 sul colle di Granarolo per volontà di un certo Bencio, cognato di Belenda, badessa del monastero di San Tomaso, e affidata ai “canonici regolari di Sant'Agostino", detti anche "Mortariensi" dalla loro chiesa madre di Santa Croce di Mortara, che vi rimasero fini alla metà del Quattrocento, quando divenne commenda di Antonio Spinola, come dipendenza della metropolitana di San Lorenzo. La chiesa è citata per la prima volta in un documento del 1192, relativo ad una controversia tra il priore di Santa Maria, Giacomo, e le monache di San Tomaso per le decime reclamate da queste ultime su un terreno in possesso della chiesa.
Fu eretta in parrocchia nel 1583, ma nel 1821 un decreto dell'arcivescovo Luigi Lambruschini trasferì il titolo parrocchiale alla chiesa di San Rocco sopra Principe, della quale Santa Maria di Granarolo divenne succursale. In quel periodo alla guida della chiesa si alternarono vari ordini religiosi (Agostiniani Scalzi, Crociferi e Passionisti). Durante i moti del 1848 questi ultimi, accusati di essere partigiani dei Gesuiti, invisi ai patrioti, furono aspramente contestati da gruppi di dimostranti.
Con un decreto del cardinale Carlo Dalmazio Minoretti datato 20 ottobre 1928 fu nuovamente eretta in parrocchia autonoma.
Nel corso dei secoli ha subito numerosi ampliamenti e rimaneggiamenti; nulla rimane dell'originaria struttura medioevale ed oggi la vediamo nel suo rifacimento barocco. La facciata è ornata con un grande affresco, opera di Achille De Lorenzi (1869-1930). All'interno sono conservati dipinti di Giacomo Maria Bolognese, Domenico Parodi ("Madonna di Belvedere") e Pantaleo Calvi ("Madonna del Rosario", dipinto a olio del 1622) e sculture di Antonio Canepa e Onorato Toso.

### Architetture civili

#### Le ville di Granarolo
Come tante zone collinari intorno a Genova, in passato anche Granarolo, favorita dalla sua posizione panoramica e riparata dai venti, divenne un luogo di villeggiatura per le famiglie patrizie genovesi, che vi fecero costruire le loro ville di campagna.
Alcune di queste “ville” sono ancora esistenti, tra queste:
- Villa Lomellini, in salita Granarolo, oggi sede della scuola media Nino Bixio, fu edificata nel XVI secolo dagli Airolo, passata nel 1665 ai Lomellini e nel 1895 al comune di Genova, che la adibì a sede scolastica.
- Villa Colonna Cambiaso, in posizione panoramica nella parte più alta del borgo, fatta costruire dalla famiglia Colonna nel XVI secolo e poi divenuta proprietà della famiglia Cambiaso. Pur essendo oggi in stato di abbandono, il palazzo con i suoi monumentali portali d'accesso, mostra ancora i segni dell'antica magnificenza.

Oltre alle ville in salita Granarolo esisteva un convento di Monache Agostiniane, dette di Sant'Ignazio, che verso la fine del XIX secolo fu adibito a caserma.

### Architetture militari

#### Mura di Granarolo
Nel 1626 il governo della Repubblica di Genova, dopo il tentativo di invasione del duca di Savoia Carlo Emanuele I, concluso con la fortunosa vittoria dei genovesi al Passo del Pertuso, per fronteggiare eventuali future minacce decise la costruzione di una nuova cinta muraria sui crinali dei monti intorno alla città.

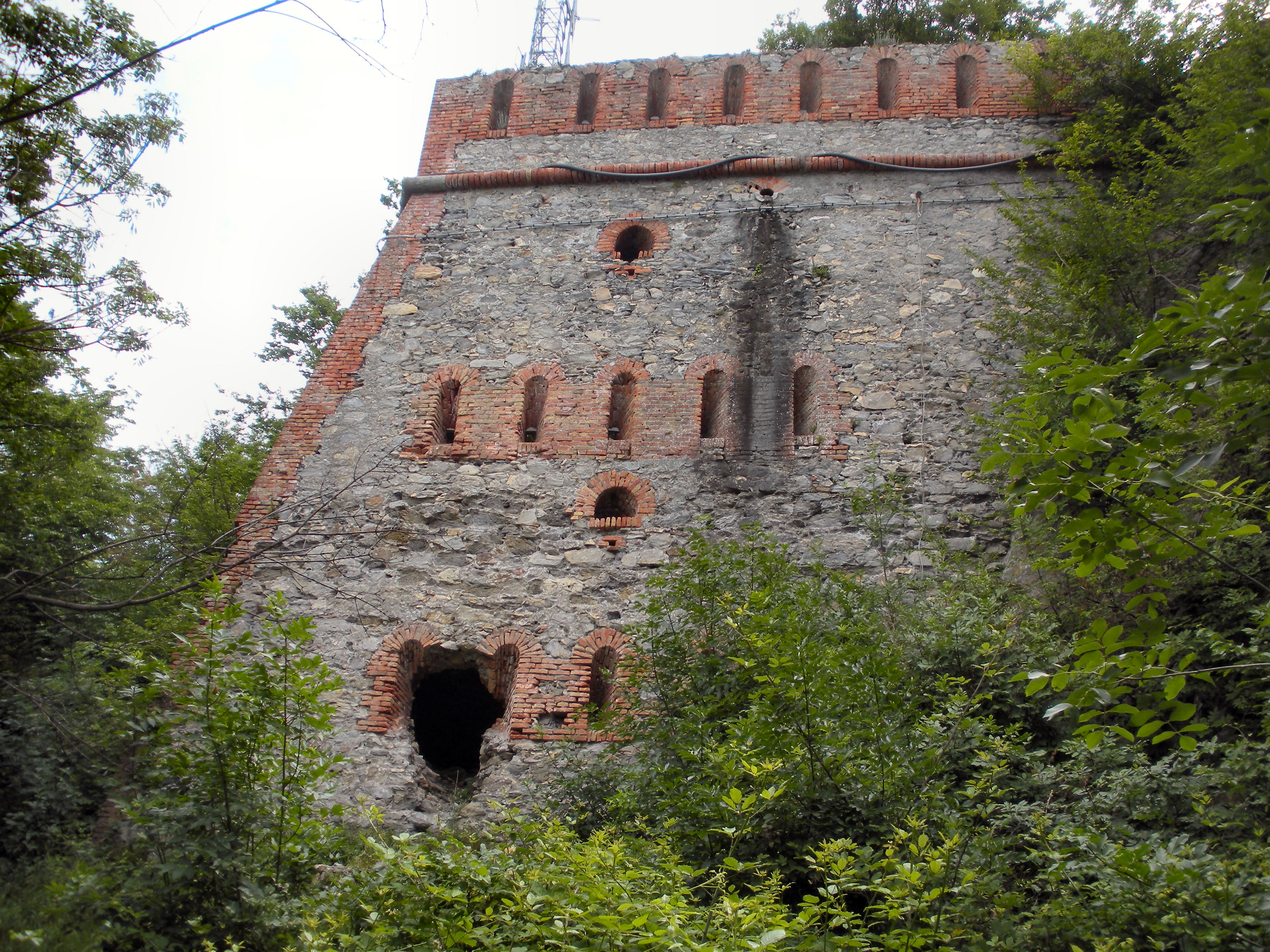
Un poderoso bastione delle Mura di Begato.

 Con la realizzazione delle Mura Nuove anche la zona di San Teodoro, e quindi anche la collina di Granarolo, fu compresa all'interno della cerchia difensiva
Il tratto di mura lungo il crinale che separa Genova dalla Val Polcevera, poco distante dal nucleo storico del paese prende il nome di Mura di Granarolo; costruite tra il 1626 e il 1632 sono ancora oggi in discrete condizioni di conservazione.
Secondo una relazione risalente all'epoca della costruzione, questo tratto di mura aveva una sezione di 10 palmi (circa 2,5 m) e si sviluppava per 6 500 palmi (circa 1600 m) tra le mura di Monte Moro e la porta di Granarolo, da dove la cinta muraria continua con la denominazione di “Mura di Begato”. Il cammino di ronda delle mura è oggi percorso da una strada panoramica che collega il quartiere Angeli (al confine tra i quartieri di San Teodoro e Sampierdarena) e il parco del Peralto.

#### Porta di Granarolo

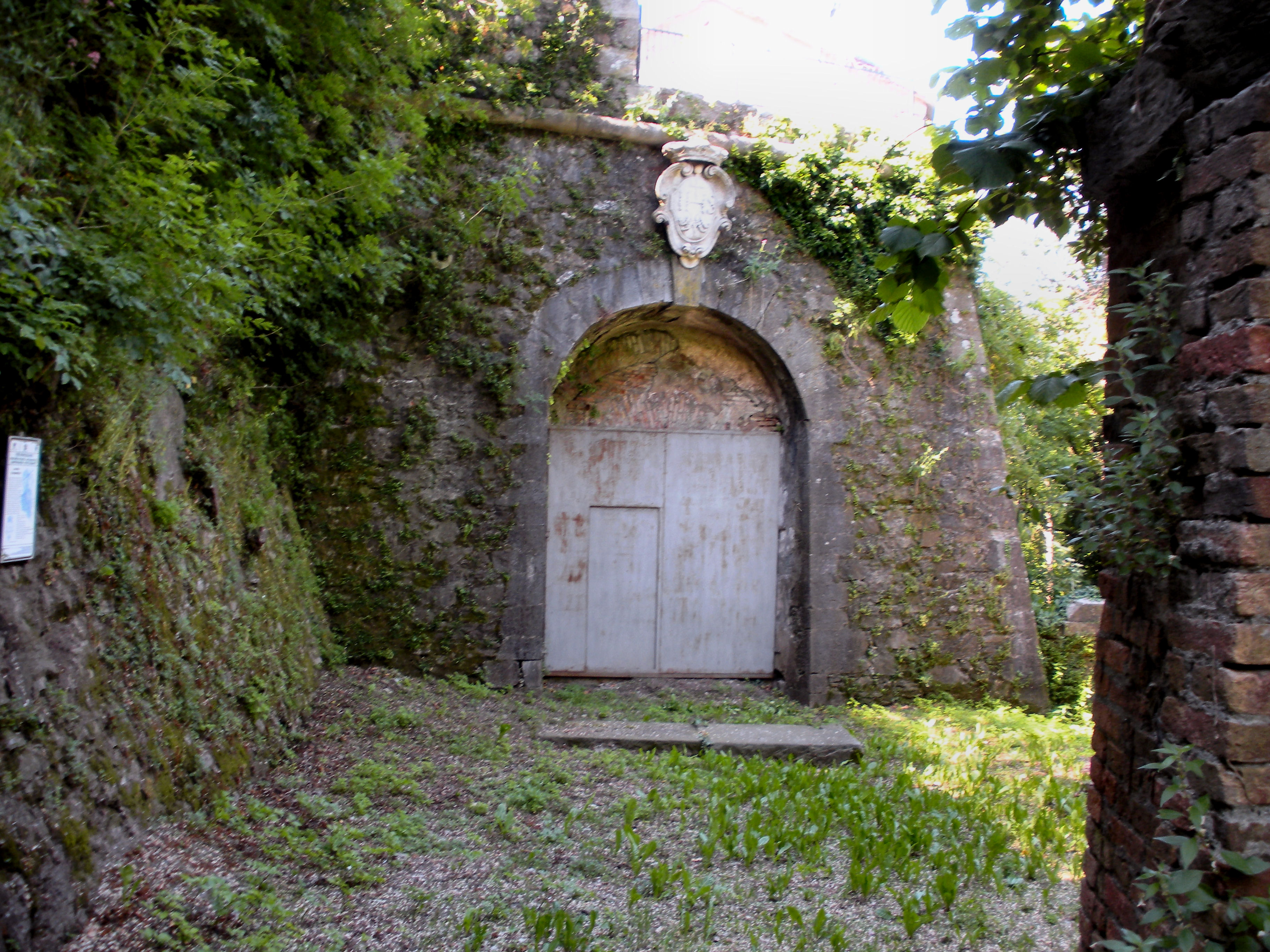
La Porta di Granarolo

Nelle mura, in corrispondenza dell'antica strada per la Val Polcevera, si apriva la Porta di Granarolo. Da qui si poteva scendere al Garbo e a Rivarolo oppure a Begato.
La porta consisteva in un semplice cunicolo nelle mura che si apriva verso l'esterno con un fornice in arenaria sormontato da uno stemma marmoreo recante un monogramma di carattere religioso, ed era provvisto in origine di un ponte levatoio, oggi scomparso. 

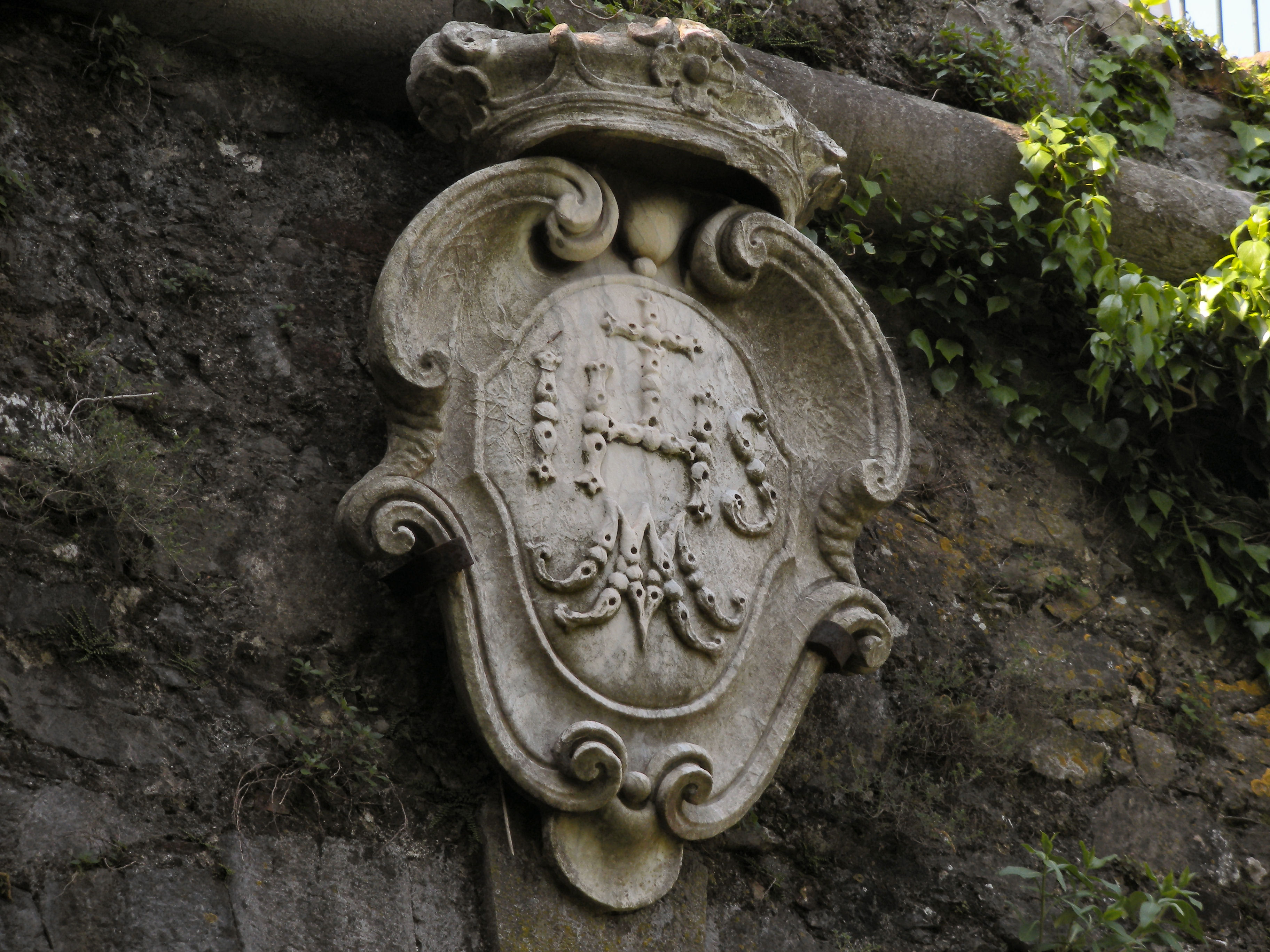
Lo stemma marmoreo sulla Porta di Granarolo

La porta è raggiungibile solo dall'esterno delle mura tramite un breve ma ripido sentiero da via ai Piani di Fregoso, nei pressi della torre Granarolo; non è invece possibile accedere alla porta dal lato interno delle mura perché gli edifici del corpo di guardia, che formavano parte integrante della struttura, sono stati dati in concessione a privati e trasformati in abitazioni. Per la stessa ragione, la galleria di uscita sul lato esterno è oggi chiusa da un cancello in lamiera.
La porta è rimasta per anni in stato di abbandono; l'area circostante è stata ripulita da volontari del C.A.I. di Sampierdarena, che hanno anche riportato alla luce un breve tratto dell'antica strada d'accesso, con l'acciottolato originale.

#### Torri ottocentesche

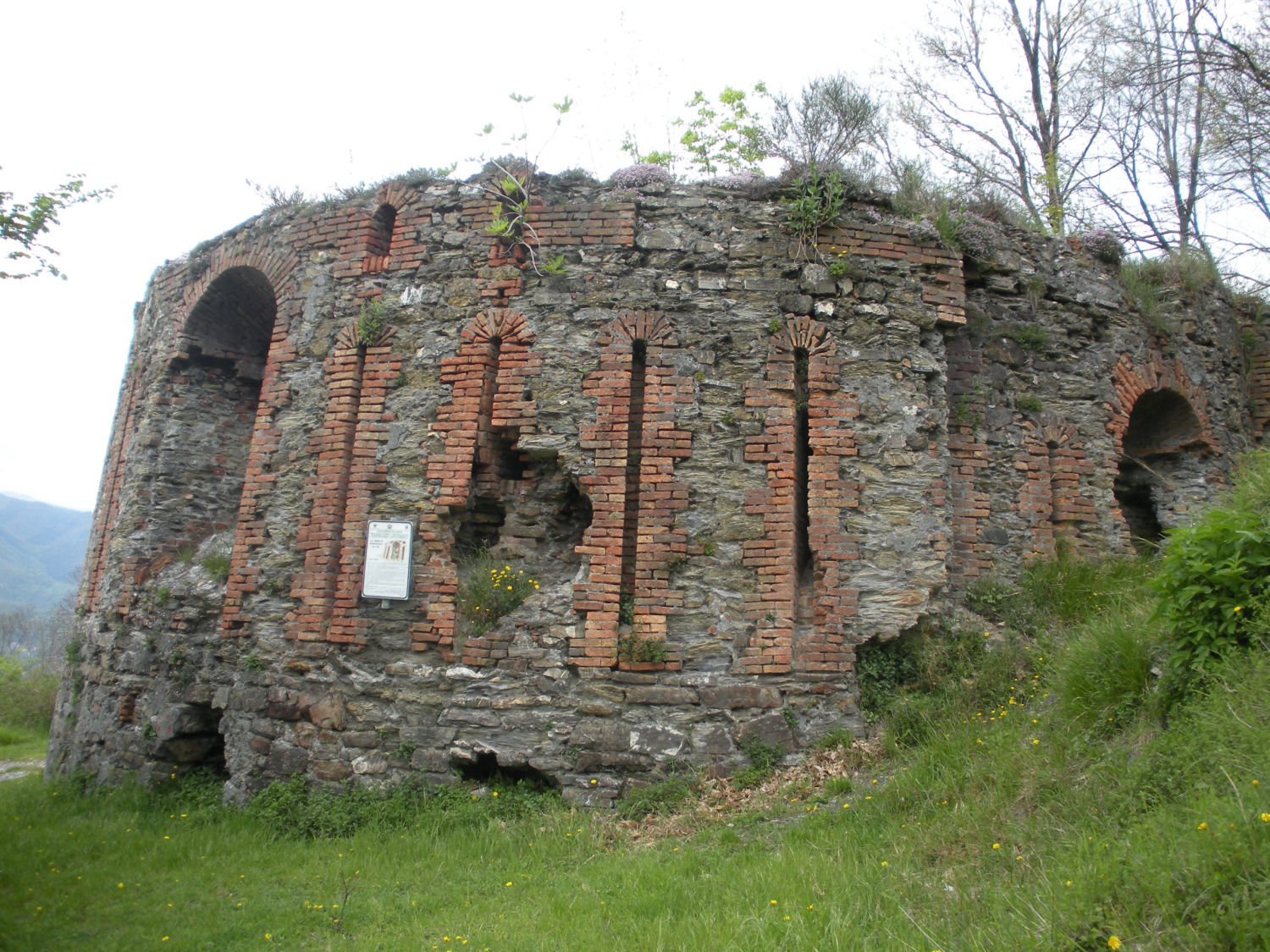
La torre di Granarolo

Intorno al 1820 il governo sabaudo pianificò la costruzione di una serie di postazioni difensive avanzate all'esterno delle mura, a forma di torre circolare, secondo un modello in uso a quel tempo in vari stati europei. Sul versante della Val Polcevera, a breve distanza dalle mura di Granarolo e di Begato, fu avviata la costruzione di alcune di queste strutture di forma tronco-conica, in pietra e mattoni: la torre Monticello, nei pressi di Fregoso, vicina alla strada ma oggi completamente nascosta da una fitta vegetazione, la torre di Monte Moro e quella di Granarolo, che sorge a poca distanza dalla porta omonima lungo la via ai Piani di Fregoso, su uno spiazzo a 275 m s.l.m. all'inizio della mulattiera che scende al Garbo e a Rivarolo, ed è quella meglio conservata delle tre.
Il progetto delle torri fu abbandonato dopo pochi anni, pertanto la loro costruzione non fu mai completata: furono edificati solo il locale sotterraneo e il piano terra.

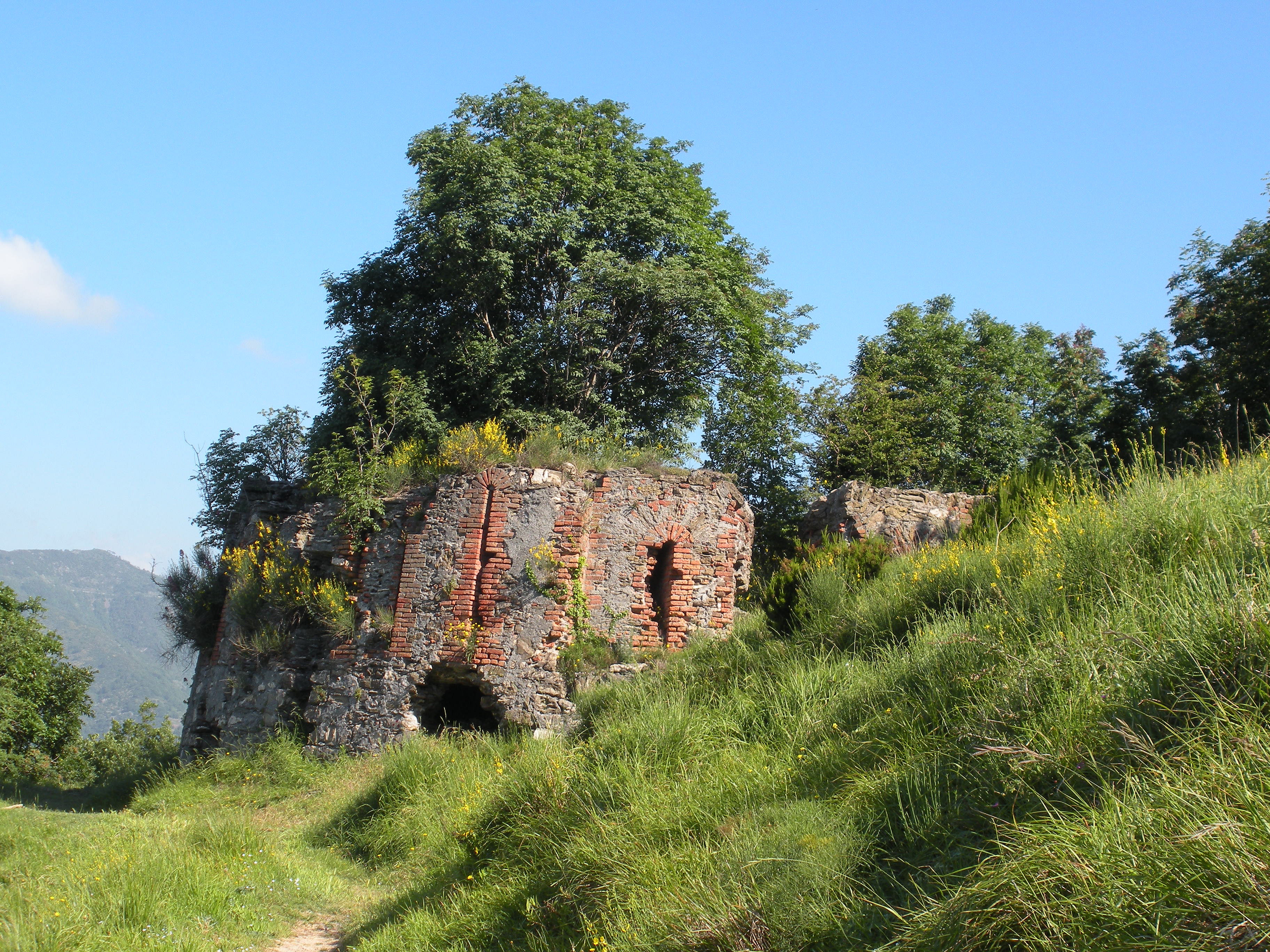
Torre di Monte Moro
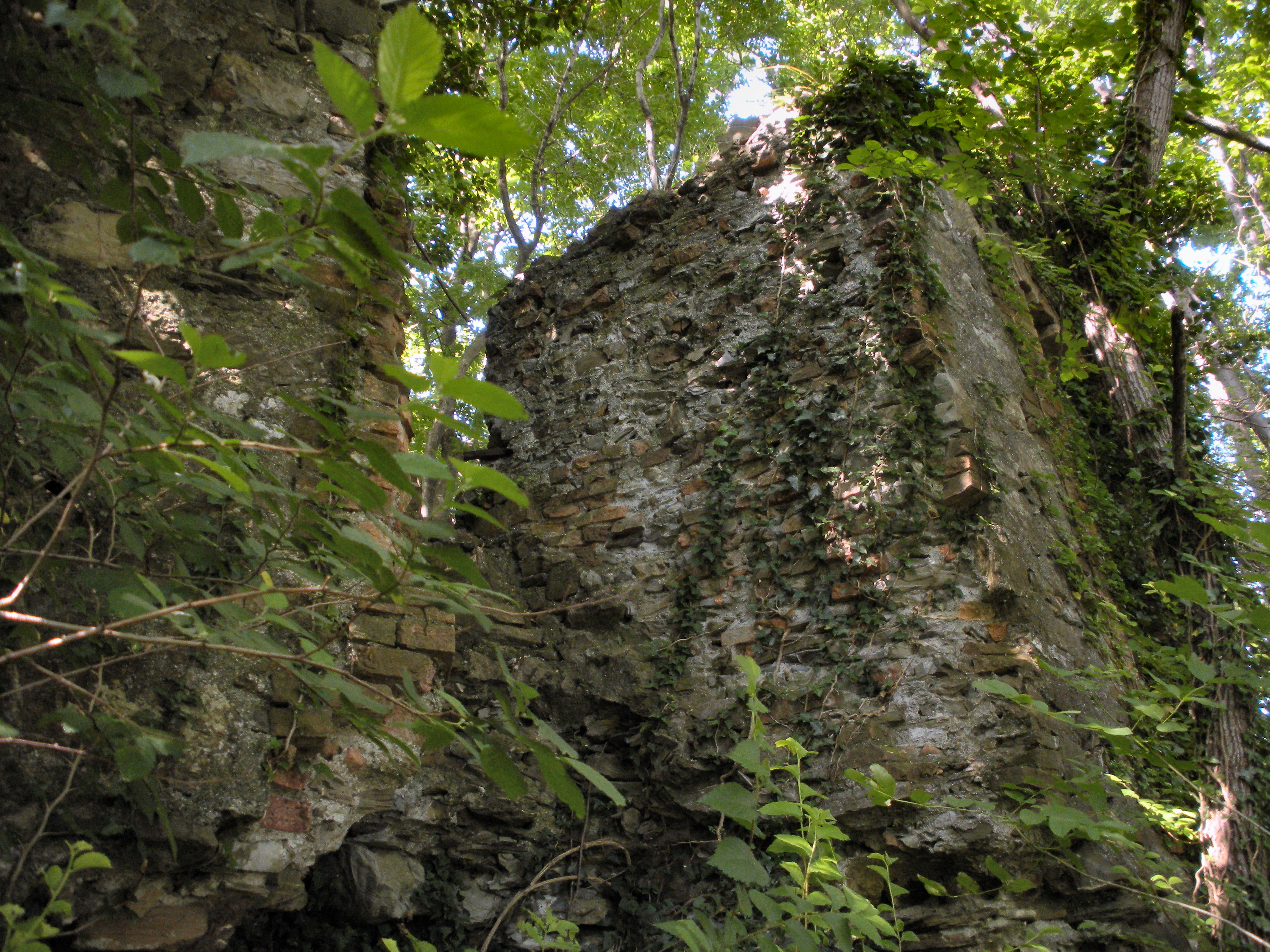
Torre Monticello

#### Batteria Granarolo
L'ultimo insediamento militare costruito nella zona di Granarolo è stata una batteria a difesa del porto di Genova. La Batteria Granarolo fu realizzata nel 1889, in un momento di tensione tra Italia e Francia; si trova quasi nel centro del paese, nei pressi del capolinea dell'autobus n. 38, a valle di via Bartolomeo Bianco. Questa struttura era costituita da un terrapieno sul quale erano collocati 10 obici da 24 GRC (Ret) puntati verso il porto e il mare antistante.
La batteria ebbe vita breve: all'inizio del Novecento, per la mutata situazione politica internazionale, vennero meno i presupposti per i quali era stata costruita e fu dismessa definitivamente dal demanio militare nel 1914. Dalla fine della seconda guerra mondiale e fino agli anni sessanta le sue strutture ospitarono alcune famiglie di sfollati. Oggi l'area, che comprendeva anche i depositi delle munizioni e degli esplosivi e la casermetta del corpo di guardia, è di proprietà privata e pertanto non accessibile.

## Infrastrutture e trasporti

### Strade
Granarolo era un tempo raggiungibile percorrendo “Salita Granarolo”, una lunga crêuza mattonata che collegava (e collega ancora oggi) la zona di San Teodoro con l'antico borgo.
Nel Seicento, all'epoca della costruzione delle mura fu aperta la lunga via militare (oggi via Bartolomeo Bianco) che risaliva dalla zona del Lagaccio fino alle mura stesse, passando a breve distanza dal borgo.
Con l'urbanizzazione della collina, nell'ultimo dopoguerra, furono aperte altre vie di accesso; la principale arteria è oggi via San Marino, nella zona più intensamente popolata, che collega Granarolo con la via Bologna e la zona di piazza Dinegro.
Il casello autostradale più vicino è quello di Genova Ovest, a 4 km da Granarolo. In questo casello, ubicato nel quartiere di Sampierdarena, convergono le tre autostrade che fanno capo a Genova: A7 (Genova – Milano), la A10 (Genova – Ventimiglia) e A12 (Genova – Rosignano).

### Ferrovie
La stazione ferroviaria della rete nazionale più vicina a Granarolo è quella di Genova Principe, a circa 3 km.

#### Ferrovia a cremagliera Principe-Granarolo

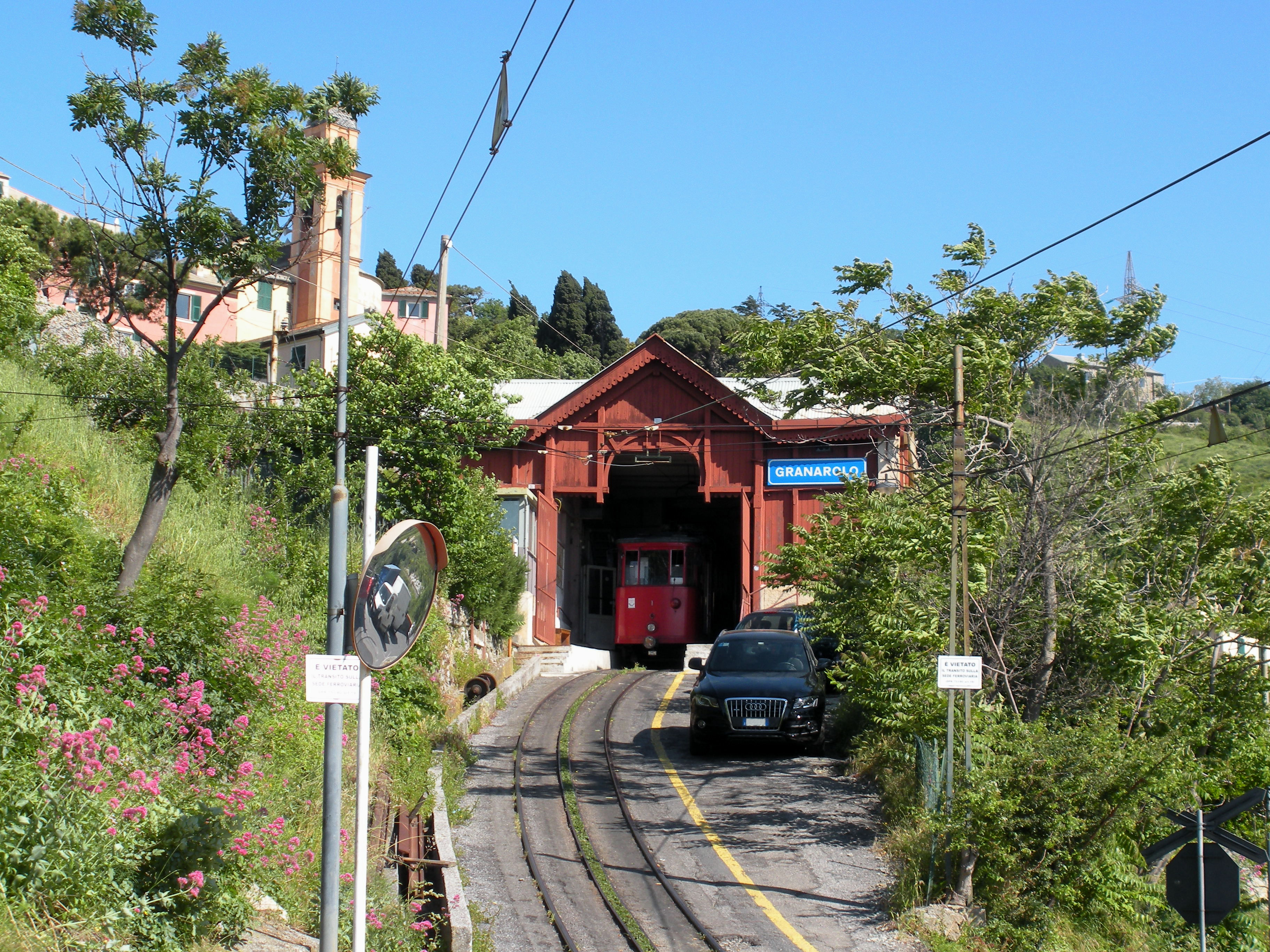
La stazione a monte della “funicolare”

Granarolo è raggiungibile anche con una ferrovia a cremagliera, comunemente (ma impropriamente) chiamata “funicolare”. 

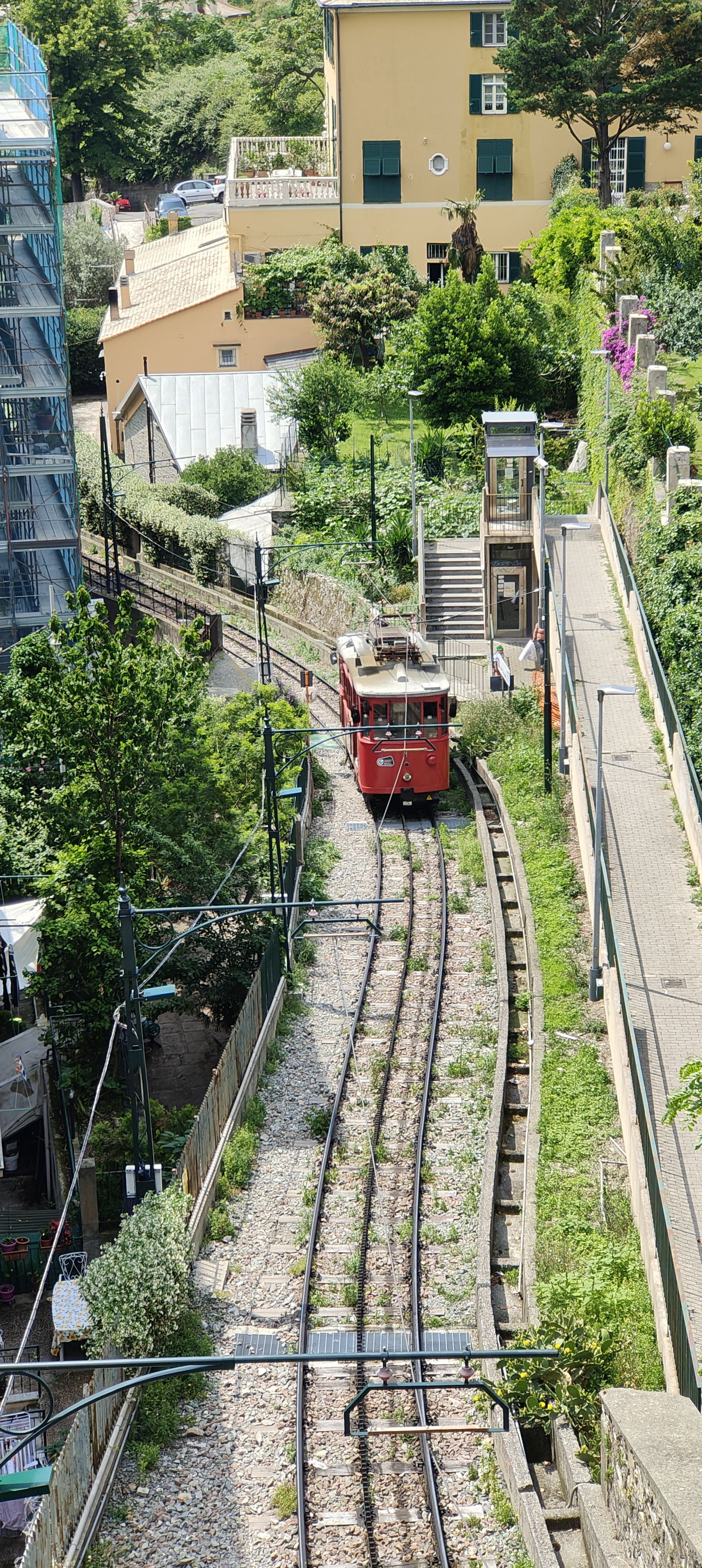
La ferrovia vista da via Bari

Questo caratteristico impianto, costruito nel 1901 per iniziativa di una società privata, che intendeva così valorizzare, rendendoli meglio accessibili, dei terreni edificabili nella zona alta di Granarolo, è oggi integrata nel sistema di trasporti urbani dell'AMT.

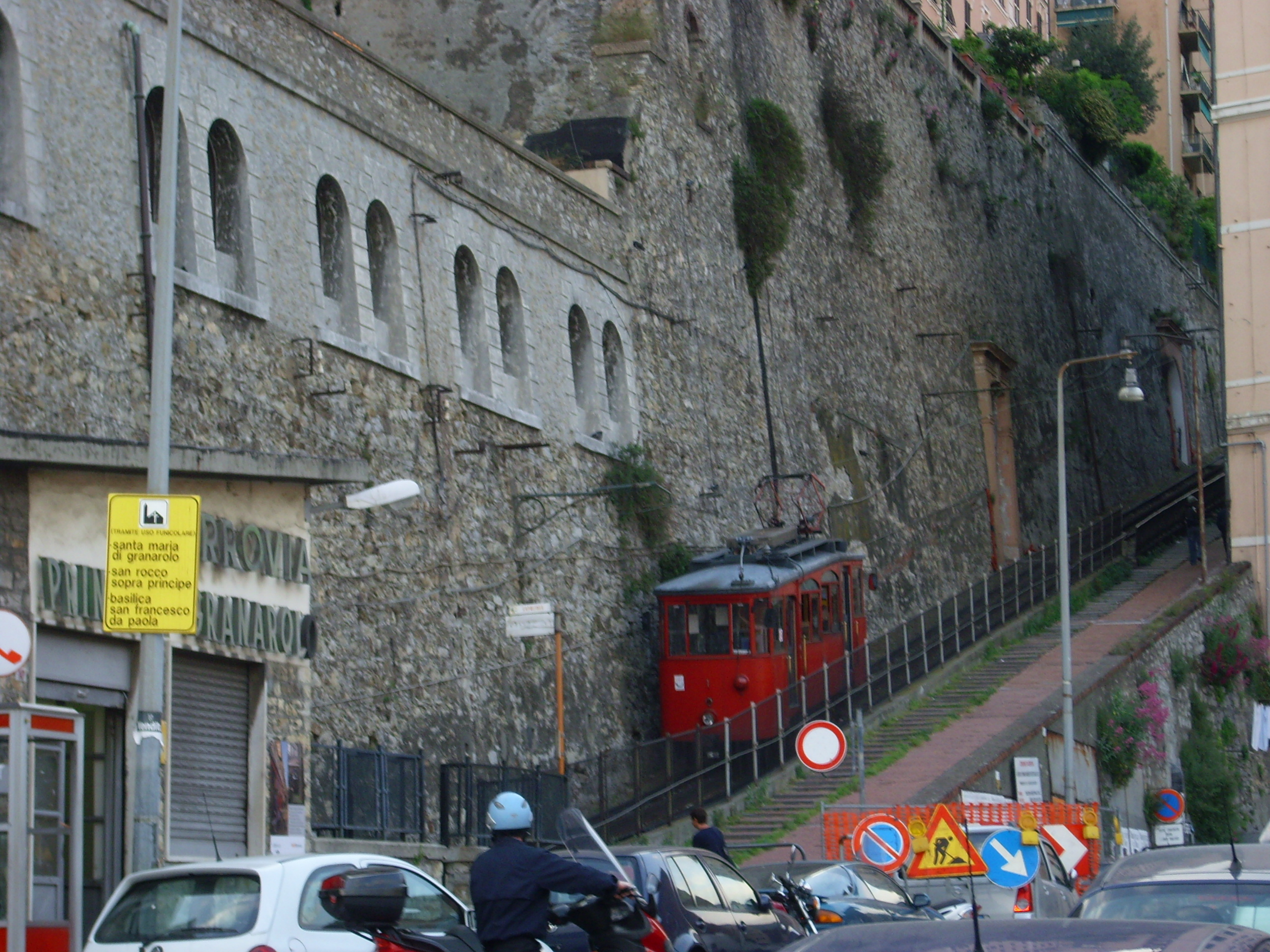
Il capolinea inferiore della ferrovia Principe Granarolo

La ferrovia ha sei fermate; si sviluppa per 1136 m (con un dislivello di 194 m e una pendenza massima del 21,40%) tra il capolinea inferiore, posto in salita S. Rocco, a poca distanza dalla stazione ferroviaria di Genova Principe (alle spalle del palazzo Doria e della stazione marittima) e quello a monte, nei pressi della chiesa di S. Maria di Granarolo.

### Autobus urbani
Oltre che con la ferrovia a cremagliera, Granarolo è raggiungibile anche con gli autobus urbani delle linee 38 e 355 e G1 (in caso di sostituzione della Funicolare) che collegano il quartiere rispettivamente con la stazione di Genova Principe e con San Teodoro (piazzale Pestarino). La linea 355, superato Granarolo, prosegue fino alla località di Fregoso, frazione del quartiere polceverasco di Rivarolo, ma raggiungibile per via carrozzabile solo da Granarolo.

## Frana di Granarolo
Una area da meglio definirsi della valletta di Granarolo è interessata da una paleofrana, al momento dormiente, segnalata dal Comune di Genova mediante un cartello, situato in Via Bartolomeo Bianco con coordinate WGS 44.428685,8.907824, 50 m a NW del Circolo ARCI. Il cartello, per lo più inosservato dalla popolazione, non definisce quali possano essere i rischi correlati a tale caratteristica geopedologica.